# Фрунзешть
Фрунзешть (рум. Frunzești) — село у Флорештському районі Молдови. Входить до складу комуни, адміністративним центром якої є село Пражила.

## Населення
За даними перепису населення 2004 року у селі проживали 66 осіб.
Національний склад населення села:
| Національність       | Кількість осіб | Відсоток |
| -------------------- | -------------- | -------- |
| молдавани            | 46             | 69,7%    |
| українці             | 12             | 18,2%    |
| росіяни              | 5              | 7,6%     |
| інша / без відповіді | 3              | 4,5%     |
| Всього               | 66             | 100%     |